# Пітер Віллем Корталс
Пітер Віллем Корталс (нід. Pieter Willem Korthals; 1807—1892) — голландський ботанік та мандрівник.

## Біографія
Пітер Віллем Корталс народився 1 вересня 1807 року у Амстердамі в Нідерландах.
Протягом декількох років Корталс працював у Лейденському королівському гербарії, у 1830 році був призначений членом Комісії природничих наук Голландської Ост-Індської компанії. У квітні 1831 року Корталс прибув на острів Ява. До 1837 року Корталс подорожував по Ост-Індії, потім повернувся у Голландію. У 1843 році Пітер Віллем пішов на пенсію.
Пітер Віллем Корталс помер 8 лютого 1892 року у Гарлемі.
Основний гербарій Корталс був переданий Лейденському університету (L).

## Окремі наукові праці
- Korthals, P.W. (1839). Verhandeling over de op Java, Sumatra en Borneo verzamelde Loranthaceae. 92 p., 2 pl.
- Korthals, P.W. (1839—1844). Verhandelingen over de natuurlijke geschiedenis der Nederlandsche overzeesche Bezittingen. 259 p., 70 pl.
- Korthals, P.W. (1839). Over het geslacht Nepenthes. In: C. J. Temminck, Verhandelingen over de natuurlijke geschiedenis der Nederlandsche overzeesche bezittingen; Kruidkunde (1839-1842), p. 1-44, t. 1-4, 13-15, 20-22.[3]

## Роди рослин, названі на честь П. В. Корталса
- Kortalsella Tiegh., 1896[4]
- Korthalsia Blume, 1843[5]